# Hope (пісня Стефана)
«Hope» (укр. Сподіваюся) — пісня естонського співака Стефана, з якою він представляє свою країну на Пісенному конкурсі Євробачення 2022 в Турині, Італія після перемоги на Eesti Laul 2022.

## Кліп та зміст пісні
Кліп на пісню був знятий в пустелі Табернас в Альмерії, Іспанія. За словами Стефана, пісня про вічну, нескінченну надію.

## Пісенний конкурс Євробачення

### Eesti Laul 2022
Десять пісень змагалися за три місця у півфіналі національного відбору Естонії Eesti Laul 2022, результат якого визначався публічним телеголосуванням. Решта два претенденти визначалися голосами журі. Стефан з піснею «Hope» кваліфікувався за результатами телеголосування. У фіналі нацвідбору Стефан отримав 12 балів від журі та 10 — від глядачів, що дозволило йому стати переможцем.

### Євробачення
25 січня 2022 року було проведено жеребкування, яке розподілило кожну країну в один із двох півфіналів. Естонія потрапила до другого півфіналу, який відбувся 12 травня 2022 року, і виступила у другій половині шоу, посівши 5-е місце з 18 країн, що дозволило Стефану кваліфікуватися до фіналу.
У фіналі Євробачення 2022 Естонія з піснею «Hope» виступив під 25 номером та закрив шоу. У підсумку пісня посіла 13 місце зі 141 балом (98 від глядачів та 43 від журі).